# Битва при Интомбе
Битва при Интомбе (Battle of Intombe) — сражение, произошедшее 12 марта 1879 года в ходе англо-зулусской войны. Представляло собой небольшую стычку между зулусами и британским отрядом, защищавшим припасы, отправленные из Машишинга.

## Перед битвой
После начала англо-зулусской войны территории к северу от Зулуленда подверглись нападению зулусов для защиты этих земель в поселение Люнеберг был создан гарнизон. В конце февраля 1879 года, конвой из восемнадцати телег с 90 000 единиц боеприпасов и других предметов был направлен из Машишинга для пополнения запасов гарнизона Люнеберга. На 5 марта конвой был еще в 8 милях от Люнеберга, его движению мешали дожди. Защищало конвой 104 солдата под командованием Дэвида Мориарти. 6 марта он разбил лагерь на правом берегу реки Интомбе в 4 милях от Люнеберга. Лагерь был плохо построен и не защищен.

## Битва
В 3:30 утра 12 марта прозвучал выстрел рядом с лагерем, однако люди вернулись в свои кровати, потому что Мориарти решил, что ничего не было. Полтора часа спустя часовой на берегу к своему ужасу увидел, что в тумане огромная масса зулусов тихо идёт к лагерю. Он сразу выстрелил из винтовки и поднял тревогу. Часовые на другой стороне сделали то же самое. Конечно, англичане были в тот момент не готовы к сражению, некоторые из них спали под телегами, а некоторые в палатках. Прежде чем они были на своих позициях, зулусы стреляли залпом в них, побросали копья и стояли вокруг телег, и на них, и даже внутри. Они так быстро подошли, что англичане почти не смогли оказать сопротивление, каждый человек боролся за свою жизнь, и через несколько минут почти все англичане были убиты. Мориарти погиб в начале сражения. Несколько выживших бежали к реке, войска на берегу открыли заградительный огонь. Лейтенант Генри Гарвард, заместитель Мориарти, отдал приказ отступить, но сам бросил своих людей и ускакал с места битвы. Он оставил выживших под командованием сержанта Энтони Кларка Бута. В течение трёх миль зулусы преследовали группу из около сорока человек. Всякий раз, когда они приближались, несколько солдат во главе с Бутом останавливались, чтобы ружейным огнём отогнать своих преследователей. Четыре человека, которые отстали от группы, были убиты. Другие дошли до Фарм Раби, что примерно в двух милях от Люнеберга, где зулусы закончили преследование.

## Последствия
Обоз был разграблен, все боеприпасы и снаряжение были захвачены зулусами или уничтожены.
Гарвард избежал обвинений в дезертирстве, выдвинутых против него подчиненными, однако его карьера закончилась, и он подал в отставку в мае 1880 года.
Бут был награждён Крестом Виктории.